# Rico Strieder
Rico Strieder (Dachau, 6 luglio 1992) è un calciatore tedesco, centrocampista svincolato.